# إلتون مونتيرو
إلتون مونتيرو هو لاعب كرة قدم سويسري في مركز الدفاع، ولد في 22 فبراير 1994 في سيون في سويسرا. شارك مع منتخب البرتغال تحت 19 سنة لكرة القدم ومنتخب البرتغال تحت 20 سنة لكرة القدم ومنتخب البرتغال تحت 21 سنة لكرة القدم. أما مع النوادي، فقد لعب مع نادي أكاديميكا كويمبرا ونادي كلوب بروج ونادي لوزان.

## وصلات خارجية
- إلتون مونتيرو على موقع قاعدة بيانات كرة القدم.إي يو (الإنجليزية)
- إلتون مونتيرو على موقع ليكيب (الفرنسية)
- إلتون مونتيرو على موقع Soccerway.com (الإنجليزية)
- إلتون مونتيرو على موقع AS.com (الإسبانية)